# П
П (onderkast: п) is een medeklinker uit het Cyrillische alfabet en wordt uitgesproken als /p/. Deze letter stamt af van de Griekse letter Pi (Π, π).

## Weergave

### Unicode
De П en п zijn in 1993 toegevoegd aan de Unicode 1.0 karakterset.
In Unicode vindt men П onder het codepunt U+041F (hex) en п onder U+043F.

### HTML
In HTML kan men voor П de code &Pcy; gebruiken, en voor п &pcy;.